# John W. Raymond
John William Raymond est un ancien général de l'United States Space Force (la force spatiale des États-Unis, nouvelle branche des Forces armées des États-Unis créée en 2019). Il a été le premier Chef des Opérations Spatiales, le chef d’état-major de l'United States Space Force.

## Biographie
Le 26 mars 2019, le général John W. Raymond est nommé provisoirement à la tête du United States Space Command, en attendant confirmation par le Sénat des États-Unis de la réactivation officielle de ce dernier,. Le 29 août 2019, le Space Command est officiellement réactivé. Il sera d'ici 2024 absorbé par l'United States Space Force, créée le 20 décembre 2019. Raymond, commandant du Space Command, devient le premier chef d’état-major de l'United States Space Force,. Il cède son poste le 2 novembre 2022, et prend sa retraite le 1er janvier 2023.

## Récompenses et décorations

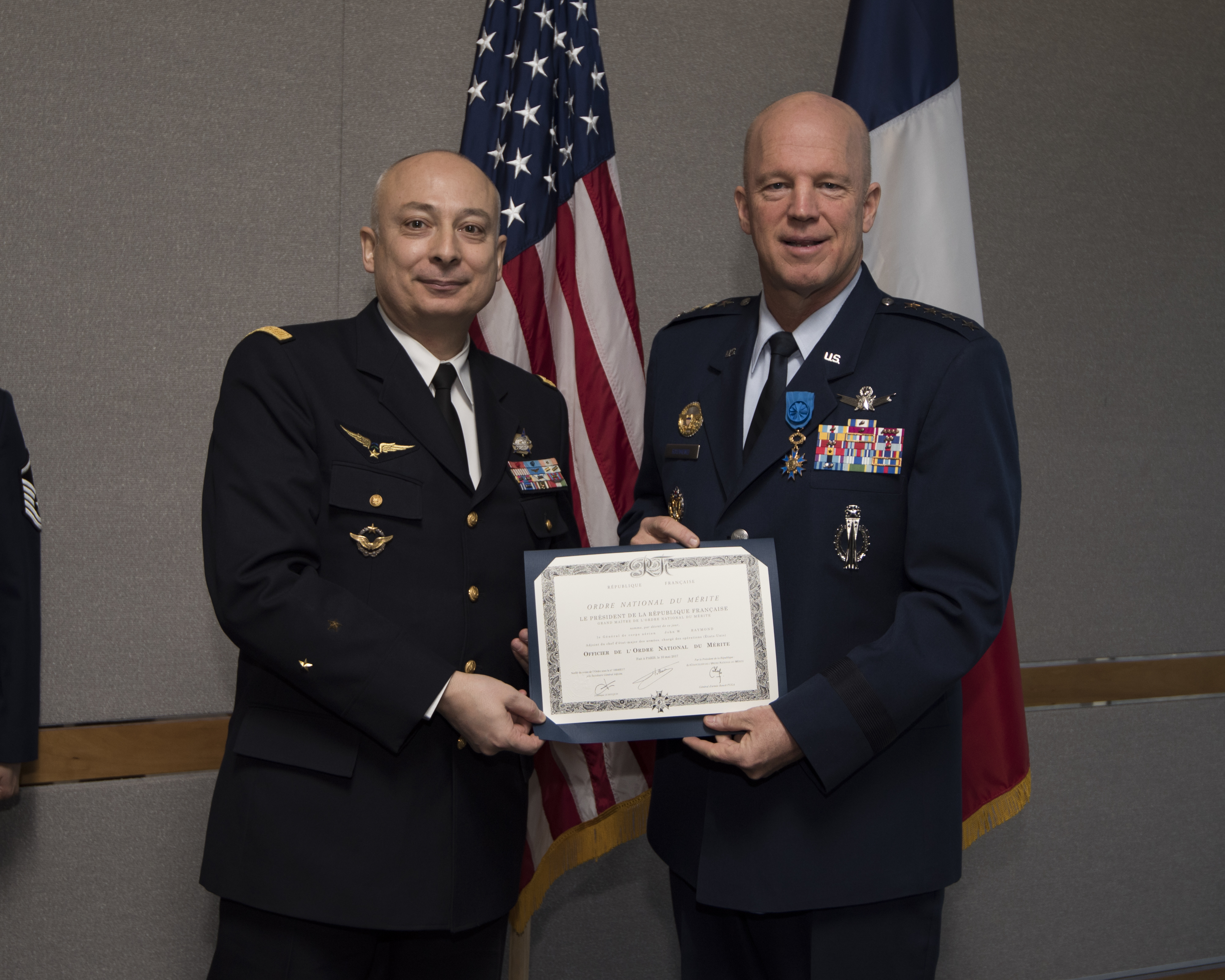
Réception dans l'ordre national du Mérite en tant qu'officier, en 2018.

Il reçoit le 16 avril 2018 l'insigne d'officier de l'Ordre national du Mérite des mains de Jean-Pascal Breton (commandant interarmées de l'espace).